# Xã Manchester, Quận Boone, Illinois
Xã Manchester (tiếng Anh: Manchester Township) là một xã thuộc quận Boone, tiểu bang Illinois, Hoa Kỳ. Năm 2010, dân số của xã này là 895 người.